# Majgull Axelssonová

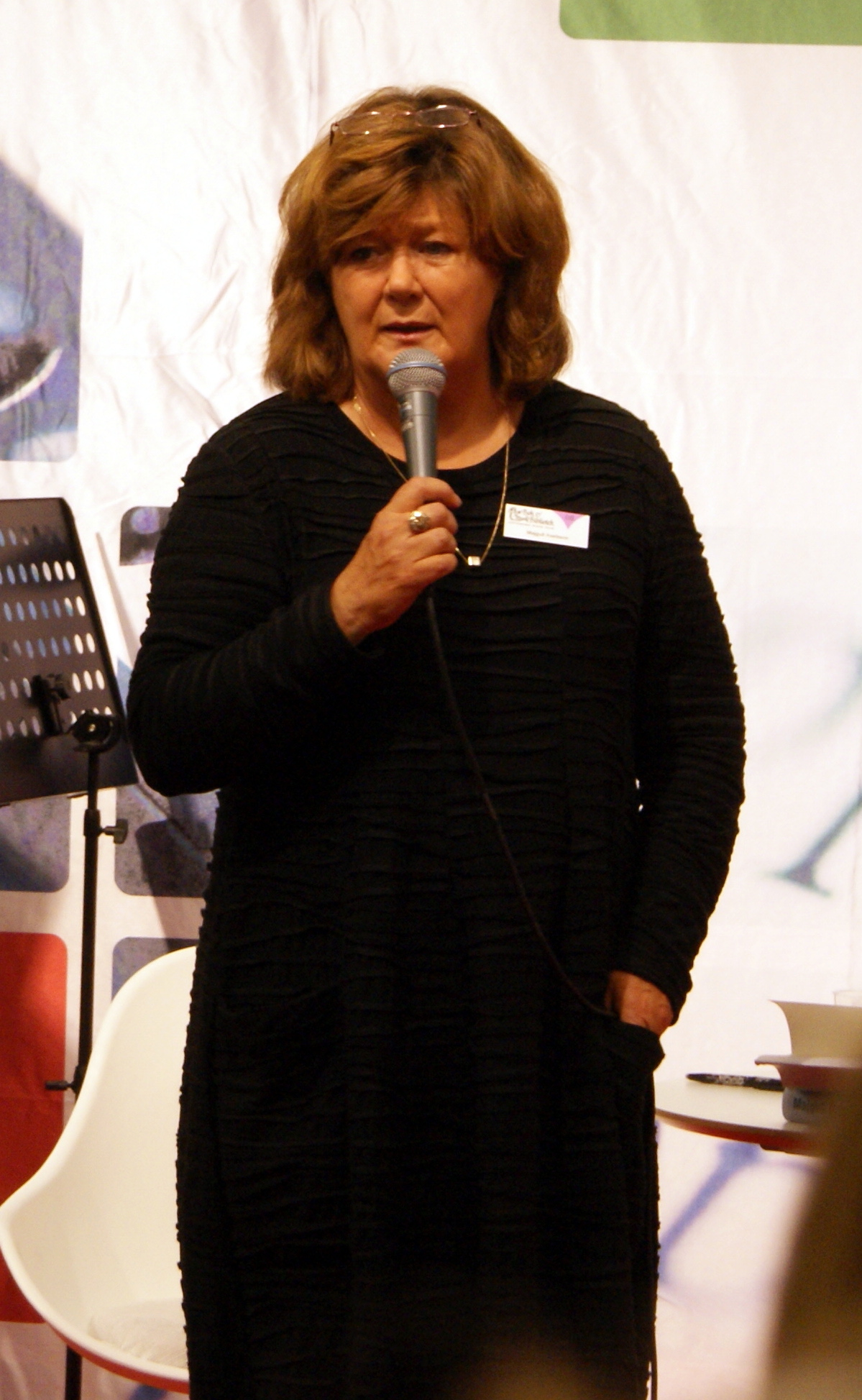
Švédská spisovatelka Majgull Axelsson.

Majgull Axelssonová, rozená Anderssonová, (* 14. února 1947 Landskrona, Skåne) je švédská novinářka a spisovatelka.
Vystudovala žurnalistiku na Poppius journalistskola ve Stockholmu. Pracovala v tiskovém odboru švédského ministerstva zahraničí a příspívala do novin Tranås-Posten a Västgöta-Demokraten. Zpočátku psala reportážní knihy o chudobě a dětské prostituci v zemích třetího světa, první beletristickou práci vydala v roce 1994. Její nejúspěšnější román Dubnová čarodějka byl přeložen do 23 jazyků a je označován za severskou odpověď na magický realismus. V knize Nejmenuji se Miriam se zabývá postavením Romů ve švédské společnosti. V roce 2002 měla v Královském dramatickém divadle ve Stockholmu premiéru její první hra LisaLouise.
Byla jí udělena Cena Moy Martinssonové, Augustova cena, Cena Eyvinda Johnsona Cena Signe Ekblad-Eldhové a medaile Litteris et Artibus.
Jejím manželem je televizní reportér Jan Axelsson.

## České překlady
- Dubnová čarodějka (Aprilhäxan, 1997, česky 2002 v překladu Dagmar Hartlové, ISBN 80-86518-11-6)
- Ta, kterou jsem se nestala (Den jag aldrig var, 2004, česky 2006 v překladu Dagmar Hartlové, ISBN 80-7359-020-4)
- Nejmenuji se Miriam (česky 2016 v překladu Kateřiny Navrátilové, ISBN 978-80-7359-498-5)